# Saar-Pfalz-Mobil
Die Saar-Pfalz-Mobil GmbH, ehemals A. Philippi GmbH, mit Sitz in Bexbach wurde 1927 als Busunternehmen durch Alois Philippi gegründet. Neben dem Linienverkehr wurde auch touristischer Busverkehr betrieben.

## Geschichte
Das Busunternehmen A. Philippi wurde 1927 in Quierschied gegründet und setzte von Anfang an sowohl auf Linienverkehr als auch auf touristische Fahrten. Im Zweiten Weltkrieg kam der Verkehr kriegsbedingt zum Erliegen. Nach 1945 etablierte sich das Unternehmen zunächst über die Fahrten zu den Gruben und begann allmählich auch wieder den Linienverkehr aufzubauen. Die erste Verbindung führte von Göttelborn nach Saarbrücken. Diese Linie wurde nach dem Anschluss des Saarlandes an die Bundesrepublik Deutschland von der Deutschen Bundesbahn weiterbetrieben und durch Philippi-Busse bedient.
Bis Ende der 1990er Jahre betrieb das damals noch als bustouristik a. philippi GmbH fungierende Unternehmen als Geschäftszweig neben dem Linienverkehr noch Reiseverkehr. Bis Mitte der 1990er Jahre war die Fa. A. Philippi im Besitz eigener Linienkonzessionen für die Verbindungen Göttelborn – Quierschied – Sulzbach/Saar und Altenwald – Sulzbach/Saar. Mit Übernahme der bustouristik A. Philippi Mitte der 1990er Jahre durch die Regionalbus-Saar-Westpfalz GmbH (RSW), Saarbrücken, gingen die eigenen Linien an die damalige RSW über und das Reiseverkehrsgeschäft wurde bis Ende des 20. Jahrhunderts schrittweise zurückgefahren. In diesem Zuge wurden auch alle Reisebusse verkauft und man konzentrierte sich später auf den Linien- und Schulbusverkehr.
Seit dem 22. Januar 2013 firmiert das Unternehmen als Saar-Pfalz-Mobil GmbH und hat den Sitz nach Bexbach verlegt.
Zuletzt fuhr das Unternehmen, eine 100-prozentige Tochter der damaligen Saar-Pfalz-Bus GmbH (zu DB Regio), die Stadtverkehre in Homburg („BUSSI“) und bis Ende 2015 St. Ingbert („INGO“) ohne eigene Fahrzeuge im Auftrag der Muttergesellschaft. Darüber hinaus wurden im Auftrag der Saar-Pfalz-Bus GmbH weitere Linienfahrten mit teils eigenen, teils bei der Muttergesellschaft angemieteten Bussen im Saar-Pfalz-Kreis, im Regionalverband Saarbrücken sowie bis zum 31. Dezember 2015 auch im Landkreis Merzig-Wadern und in den Verbandsgemeinden Landstuhl (Rheinland-Pfalz) und Ramstein-Miesenbach (Rheinland-Pfalz) durchgeführt.
Zum 3. August 2016 wurde das Unternehmen in die Rheinpfalzbus GmbH, nun DB Regio Bus Mitte GmbH, verschmolzen.